# کاملیا فلاح
کاملیا فلاح (زادهٔ ۱۳ دی ۱۳۸۰) بازیکن فوتبال اهل ایران است که در پست دروازه‌بان برای باشگاه فوتبال زنان ملوان بندرانزلی در لیگ برتر فوتبال زنان ایران و تیم ملی ایران بازی می‌کند.
از وی به‌عنوان یکی از برترین دروازه‌بان‌های رده سنی‌اش، یاد شده‌است.

## زندگی شخصی و دوره نخستین
کاملیا فلاح، زاده ۱۲ دی ۱۳۸۰ در تهران، از اوایل نوجوانی به فوتبال پرداخته و همچنین دانشجوی رشته مترجمی زبان در دانشگاه آزاد تهران شمال بوده است. او ورزش را ابتدا با تکواندو شروع کرد و سپس وارد فوتبال شد. او در طی هشت سال حضور در تکواندو توانست افتخارات داخلی از جمله لیگ استانی تهران را کسب کند و به تیم ملی نیز فراخوانده شود.
او همچنین به عنوان مدل برای شرکت‌هایی کار کرده است. او همچنین خود را یک هوادار پرسپولیس اعلام کرده‌است.

## دوران باشگاهی حرفه‌ای
فلاح در فصل ۲۰۲۲، به باشگاه فوتبال زنان ملوان بندرانزلی پیوست.

## پیوند به بيرون
- کاملیا فلاح در اینستاگرام